# Torrecilla del Rebollar (kommun)
Torrecilla del Rebollar är en kommun i Spanien.   Den ligger i provinsen Provincia de Teruel och regionen Aragonien, i den östra delen av landet, 230 km öster om huvudstaden Madrid. Antalet invånare är 142.